# Provincias de Afganistán
Afganistán se subdivide en 34 provincias o velayat (en darí: ولایت, wilāya; en pastún: ولایت, wilāya ), que se subdividen en un total de 398 distritos (darí: ولسوالی‌, vulusvāli; pastún: ولسوالۍ, (wuləswāləi). Las provincias están encabezadas por un gobernador (wāli), que es nombrado por el gobierno en la capital Kabul.
Alrededor de 1950, Afganistán constaba de diez provincias, un número que se ha ampliado a lo largo de los años hasta las 34 actuales. La división tal como existe hoy surgió en 2004 después de que Dāykundī y Panjshir se separaron de Uruzgān y Parwān respectivamente.

## Política
Cada una de las provincias posee un gobernador y es representada en la política por dos miembros de la Casa de los Ancianos.

## Provincias de Afganistán
| Provincia | Mapa | ISO 3166-2:AF | Capital       | Población | Mujeres   | Hombres   | Área (km²) | Idioma(s)                                | Distritos | Región   |
| --------- | ---- | ------------- | ------------- | --------- | --------- | --------- | ---------- | ---------------------------------------- | --------- | -------- |
| Badahšan  | 30   | AF-BDS        | Fayzābād      | 904.700   | 443.700   | 461.000   | 44.059     | darí, lenguas pamires, pastún            | 29        | Noreste  |
| Bādgīs    | 4    | AF-BDG        | Qal'eh-ye Now | 471.900   | 230.700   | 241.200   | 20.591     | darí, pastún                             | 7         | Oeste    |
| Baglán    | 19   | AF-BGL        | Puli Khumri   | 863.700   | 421.000   | 442.700   | 21.118     | darí, uzbeko, turcomano, pastún          | 16        | Noreste  |
| Balh      | 13   | AF-BAL        | Mazari Sharif | 1.245.100 | 608.300   | 636.800   | 17.249     | darí, pastún                             | 15        | Noroeste |
| Bāmiyān   | 15   | AF-BAM        | Bamiyán       | 425.500   | 209.800   | 215.700   | 14.175     | darí                                     | 7         | Oeste    |
| Daikondi  | 10   | AF-DAY        | Nili          | 438.500   | 213.300   | 225.200   | 8.088      | darí, pastún                             | 8         | Suroeste |
| Farāh     | 2    | AF-FRA        | Farāh         | 482.400   | 235.000   | 247.400   | 48.471     | pastún, darí, baluchi                    | 11        | Oeste    |
| Fāryāb    | 5    | AF-FYB        | Maymanah      | 948.000   | 464.200   | 483.800   | 20.293     | uzbeko, darí, pastún, turcomano          | 14        | Noroeste |
| Ġaznī     | 16   | AF-GHA        | Ġaznī         | 1.168.800 | 571.600   | 597.200   | 22.915     | pastún, darí                             | 19        | Sureste  |
| Ġawr      | 6    | AF-GHO        | Čaġčarān      | 657.200   | 321.500   | 335.700   | 36.479     | darí, pastún                             | 10        | Oeste    |
| Jost      | 26   | AF-KHO        | Jost          | 546.800   | 266.800   | 280.000   | 4.152      | pastún                                   | 13        | Sureste  |
| Helmand   | 7    | AF-HEL        | Lashkar Gah   | 879.500   | 428.000   | 451.500   | 58.584     | pastún, darí                             | 13        | Suroeste |
| Herat     | 1    | AF-HER        | Herat         | 1.780.000 | 878.300   | 901.700   | 54.778     | darí, pastún, turcomano                  | 15        | Oeste    |
| Jawzjān   | 8    | AF-JOW        | Šibarġan      | 512.100   | 251.500   | 260.600   | 11.798     | Uzbeko, Turcomano, pastún, darí          | 9         | Noroeste |
| Kabul     | 22   | AF-KAB        | Kabul         | 3.950.300 | 1.909.700 | 2.040.600 | 4.462      | pastún, darí, turcomano, uzbeko          | 15        | Central  |
| Kandahar  | 12   | AF-KAN        | Kandahar      | 1.151.100 | 560.700   | 590.400   | 54.022     | pastún, darí                             | 16        | Suroeste |
| Kāpīsā    | 29   | AF-KAP        | Mahmud-i-Raqi | 419.800   | 208.000   | 211.800   | 1.842      | darí, pastún, pashai                     | 7         | Central  |
| Kunar     | 34   | AF-KNR        | Asadabad      | 428.800   | 209.300   | 219.500   | 4.942      | pastún                                   | 15        | Este     |
| Lagmán    | 32   | AF-LAG        | Mehtar Lam    | 424.100   | 206.800   | 217.300   | 3.843      | pastún, pashai, lenguas nuristanes, darí | 5         | Este     |
| Lawgar    | 23   | AF-LOW        | Pul-i-Alam    | 373.100   | 183.300   | 189.800   | 3.880      | pastún, darí                             | 7         | Central  |
| Nangarhar | 33   | AF-NAN        | Jalālābād     | 1.436.000 | 701.000   | 735.000   | 7.727      | pastún, darí, pashai                     | 23        | Este     |
| Nimruz    | 3    | AF-NIM        | Zaranj        | 156.600   | 76.500    | 80.100    | 41.005     | baluchi , pastún, darí                   | 5         | Suroeste |
| Nūristān  | 31   | AF-NUR        | Parun         | 140.900   | 69.000    | 71.900    | 9.225      | lenguas nuristanes, pastún               | 7         | Este     |
| Paktiyā   | 24   | AF-PIA        | Gardez        | 525.000   | 256.600   | 268.400   | 6.432      | pastún, darí                             | 11        | Sureste  |
| Paktīkā   | 25   | AF-PKA        | Sharan        | 413.800   | 201.500   | 212.300   | 19.482     | pastún, darí                             | 15        | Sureste  |
| Panjshīr  | 28   | AF-PAN        | Bazarak       | 146.100   | 71.400    | 74.700    | 3.610      | darí                                     | 5         | Central  |
| Parvān    | 20   | AF-PAR        | Charikar      | 631.600   | 312.100   | 319.500   | 5.974      | darí, pastún                             | 9         | Central  |
| Kunduz    | 18   | AF-KDZ        | Kunduz        | 953.800   | 468.400   | 485.400   | 8.040      | pastún, darí, uzbeko, turcomano          | 7         | Noreste  |
| Samangān  | 14   | AF-SAM        | Aibak         | 368.800   | 180.000   | 188.800   | 11.262     | darí, uzbeko                             | 5         | Noroeste |
| Sar-e Pul | 9    | AF-SAR        | Sar-e Pul     | 532.000   | 259.600   | 272.400   | 15.999     | darí, pastún y uzbeko                    | 6         | Noroeste |
| Tahār     | 27   | AF-TAK        | Taloqan       | 933.700   | 457.500   | 476.200   | 12.333     | darí, uzbeko, pastún                     | 12        | Noreste  |
| Urūzgān   | 11   | AF-ORU        | Tarin Kowt    | 333.500   | 161.800   | 171.700   | 22.696     | pastún, darí                             | 6         | Suroeste |
| Vardak    | 21   | AF-WAR        | Meydan Shahr  | 567.600   | 277.900   | 289.700   | 9.934      | pastún, darí                             | 9         | Central  |
| Zābul     | 17   | AF-ZAB        | Qalat         | 289.300   | 140.900   | 148.400   | 17.343     | pastún, darí                             | 9         | Sureste  |

## Provincias históricas

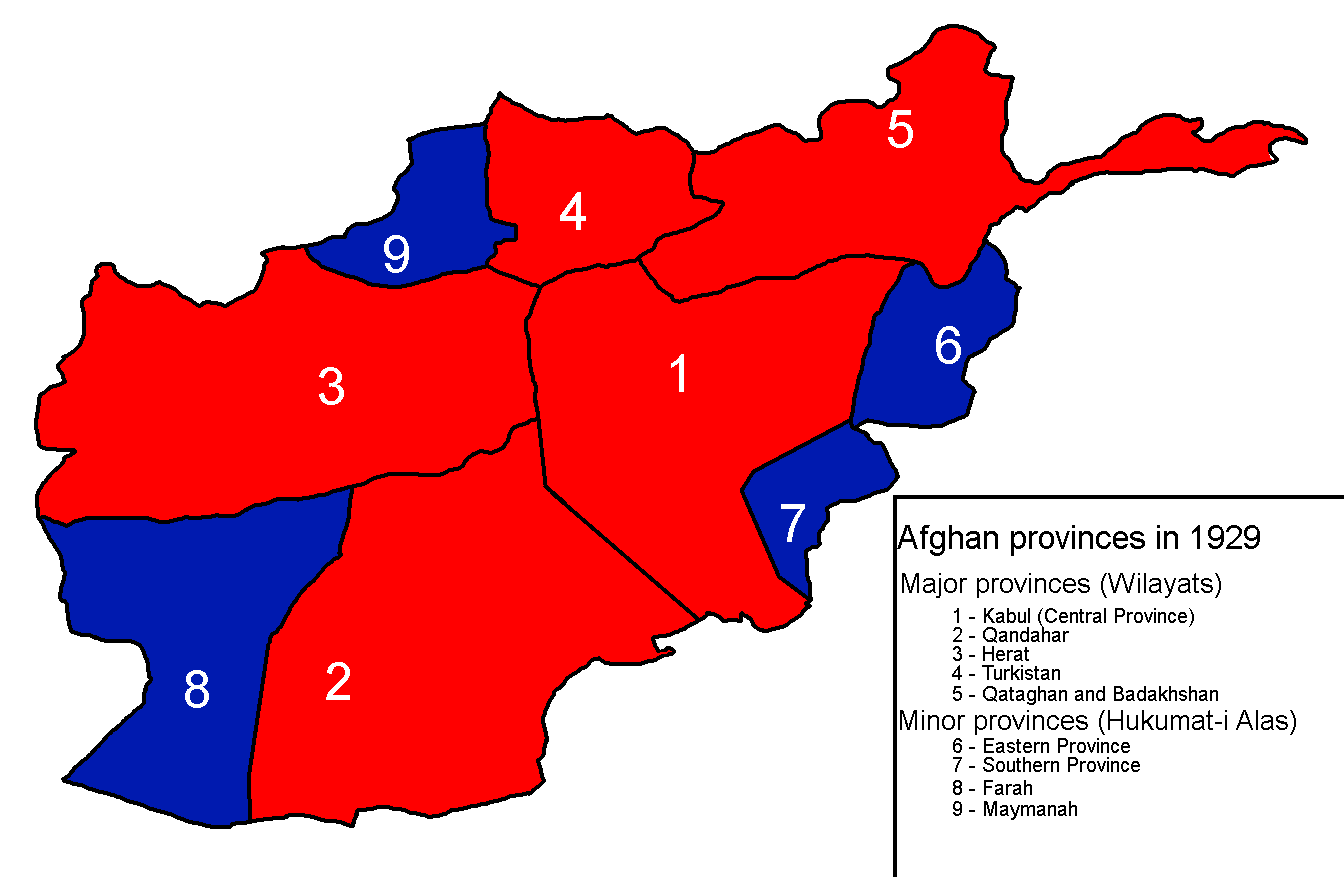
Provincias de Afganistán en 1929.

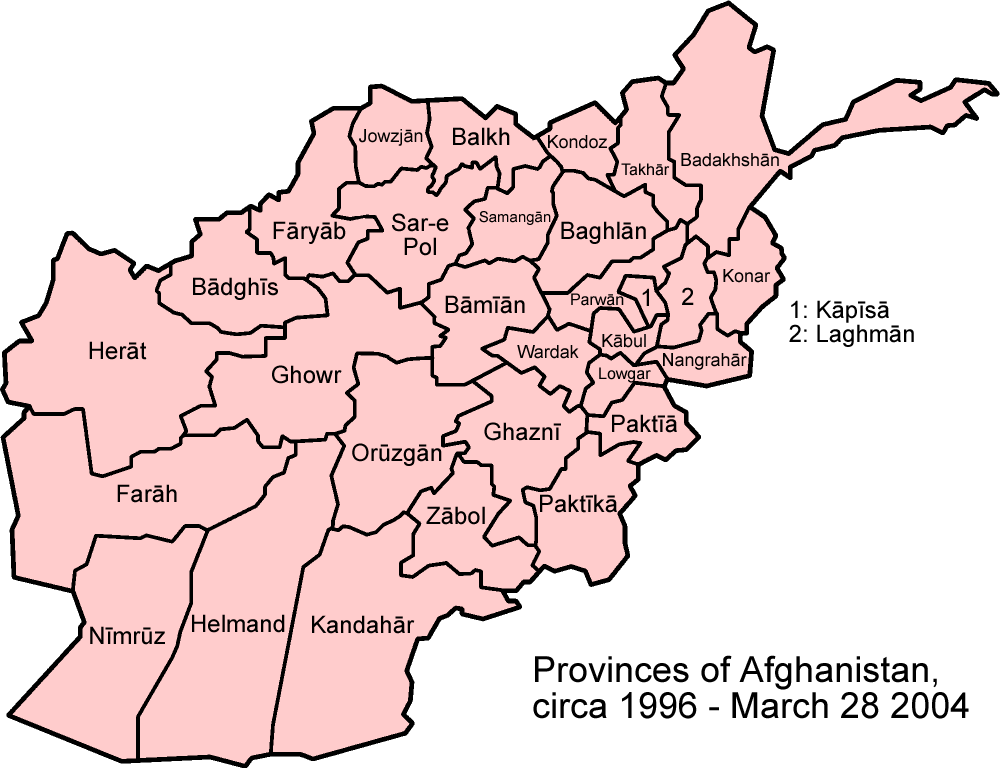
Provincias de Afganistán entre 1996 y 2004.

Durante la historia de Afganistán, el número sus provincias ha cambiado en múltiples ocasiones. Comenzó como solo Kabul, Herat, Kandahar y Balj, pero el número de provincias aumentó y en 1880 las provincias consistían en Balj, Herat, Kandahar, Gazni, Jalalabad y Kabul.
- Provincia del Sur: disuelta en 1964 para crear la provincia de Paktiyā.
- Provincia de Turkestán: disuelto en algún momento entre 1929 y 1946.
- Provincia de Qataghan-Badakhshan: disuelta en 1963 en las provincias de Badakhshan y Qataghan, la última de las cuales también se disolvió ese mismo año.
- Provincia de Qataghan: disuelta en 1963 en las provincias de Baghlan, Kunduz y Tahār.
- Provincia del Este: disuelto en 1964 para crear la provincia de Nangarhar.
- Provincia de Farah-Chakansur: disuelta en 1964 en las provincias de Farah y Nimruz.
- Provincia de Mazar-i-Sharif: disuelta en 1964 en las provincias de Balkh y Jawzjān.
- Provincia de Meymaneh: disuelta en 1964 en las provincias de Badghis y Faryab.